# (500108) 2012 BQ91
(500108) 2012 BQ91 es un asteroide perteneciente al cinturón de asteroides, descubierto el 26 de enero de 2012 por el equipo del Mount Lemmon Survey desde el Observatorio del Monte Lemmon, Arizona, Estados Unidos.

## Designación y nombre
Designado provisionalmente como 2012 BQ91.

## Características orbitales
2012 BQ91 está situado a una distancia media del Sol de 2,320 ua, pudiendo alejarse hasta 2,717 ua y acercarse hasta 1,922 ua. Su excentricidad es 0,171 y la inclinación orbital 2,644 grados. Emplea 1290,90 días en completar una órbita alrededor del Sol.

## Características físicas
La magnitud absoluta de 2012 BQ91 es 18,1.